# Peru az 1996. évi nyári olimpiai játékokon
Peru az egyesült államokbeli Atlantában megrendezett 1996. évi nyári olimpiai játékok egyik részt vevő nemzete volt. Az országot az olimpián 8 sportágban 29 sportoló képviselte, akik érmet nem szereztek.

## Asztalitenisz
Női
| Versenyző                          | Versenyszám | Csoportkör | Csoportkör | Nyolcaddöntő      | Negyeddöntő       | Elődöntő          | Döntő             | Helyezés |
| Versenyző                          | Versenyszám | Ellenfél Eredmény | Hely.      | Ellenfél Eredmény | Ellenfél Eredmény | Ellenfél Eredmény | Ellenfél Eredmény | Helyezés |
| ---------------------------------- | ----------- | --- | ---------- | ----------------- | ----------------- | ----------------- | ----------------- | -------- |
| Eliana González                    | Egyes       | L csoport · Tu Dzsongszil (PRK) · 0:2 · Ju Dzsihje (Yu Ji-Hye) (KOR) · 0:2 · Åsa Svensson (SWE) · 0:2                                                                            | 4.         | kiesett           | kiesett           | kiesett           | kiesett           | 49.      |
| Eliana González Milagritos Gorriti | Páros       | C csoport · Hongkong (HKG) · Chan Tan Lui · Hai Po Wa · 0:2 · Svédország (SWE) · Åsa Svensson · Pernilla Pettersson · 0:2 · Észak-Korea (PRK) · Kim Hjonhi · Tu Dzsongszil · 0:2 | 4.         |                   | kiesett           | kiesett           | kiesett           | 25.      |

## Atlétika
Férfi
| Versenyző      | Versenyszám | Előfutam | Előfutam | Előfutam | Negyeddöntő | Negyeddöntő | Negyeddöntő | Elődöntő | Elődöntő | Elődöntő | Döntő   | Döntő    |
| Versenyző      | Versenyszám | Idő      | Hely.    | Össz.    | Idő         | Hely.       | Össz.       | Idő      | Hely.    | Össz.    | Idő     | Helyezés |
| -------------- | ----------- | -------- | -------- | -------- | ----------- | ----------- | ----------- | -------- | -------- | -------- | ------- | -------- |
| Javier Verne   | 100 m       | 10,91    | 8.       | 91.      | kiesett     | kiesett     | kiesett     | kiesett  | kiesett  | kiesett  | kiesett | kiesett  |
| Miguel Mallqui | Maraton     |          |          |          |             |             |             |          |          |          | 2:25:56 | 71.      |
| José Riesco    | 110 m gát   | 14,29    | 8.       | 54.*     | kiesett     | kiesett     | kiesett     | kiesett  | kiesett  | kiesett  | kiesett | kiesett  |

| Versenyző  | Versenyszám | Selejtező                | Selejtező                | Döntő    | Döntő    |
| Versenyző  | Versenyszám | Eredmény                 | Helyezés                 | Eredmény | Helyezés |
| ---------- | ----------- | ------------------------ | ------------------------ | -------- | -------- |
| Hugo Muñoz | Magasugrás  | érvényes kísérlet nélkül | érvényes kísérlet nélkül | kiesett  | kiesett  |

Női
| Versenyző      | Versenyszám | Eredmény | Helyezés |
| -------------- | ----------- | -------- | -------- |
| Marilú Salazar | Maraton     | 2:48:58  | 54.      |

* - egy másik versenyzővel azonos eredményt ért el

## Birkózás
Kötöttfogású
| Versenyző      | Versenyszám | 32-es főtábla                           | Nyolcaddöntő            | Negyeddöntő       | Elődöntő          | Vigaszág 2. kör                   | Vigaszág 3. kör   | Vigaszág 4. kör   | Vigaszág 5. kör   | Vigaszág 6. kör   | Bronz- mérkőzés   | Döntő             | Helyezés |
| Versenyző      | Versenyszám | Ellenfél Eredmény                       | Ellenfél Eredmény       | Ellenfél Eredmény | Ellenfél Eredmény | Ellenfél Eredmény                 | Ellenfél Eredmény | Ellenfél Eredmény | Ellenfél Eredmény | Ellenfél Eredmény | Ellenfél Eredmény | Ellenfél Eredmény | Helyezés |
| -------------- | ----------- | --------------------------------------- | ----------------------- | ----------------- | ----------------- | --------------------------------- | ----------------- | ----------------- | ----------------- | ----------------- | ----------------- | ----------------- | -------- |
| Jorge Yllescas | 48 kg       | Joánisz Angakadzanian (GRE) · 0–10      |                         |                   |                   | Francesco Costantino (ITA) · 0–10 | kiesett           | kiesett           | kiesett           | kiesett           | kiesett           |                   | 18.      |
| Joël Basaldua  | 52 kg       | Brandon Paulson (USA) · 0–6             |                         |                   |                   | Ulises Valentin (DOM) · 1–14      | kiesett           | kiesett           | kiesett           | kiesett           | kiesett           |                   | 17.      |
| Félix Isisola  | 82 kg       | Thomas Zander (GER) · 0–10              |                         |                   |                   | Tuomo Karila (FIN) · 0–11         | kiesett           | kiesett           | kiesett           | kiesett           | kiesett           |                   | 17.      |
| Lucio Vásquez  | 90 kg       | Jordánisz Konsztandinídisz (GRE) · 0–10 | Marek Švec (CZE) · 0–10 |                   |                   |                                   | kiesett           | kiesett           | kiesett           | kiesett           | kiesett           |                   | 22.      |

Szabadfogású
| Versenyző     | Versenyszám | 32-es főtábla            | Nyolcaddöntő      | Negyeddöntő       | Elődöntő          | Vigaszág 2. kör                              | Vigaszág 3. kör             | Vigaszág 4. kör   | Vigaszág 5. kör   | Vigaszág 6. kör   | Bronz- mérkőzés   | Döntő             | Helyezés |
| Versenyző     | Versenyszám | Ellenfél Eredmény        | Ellenfél Eredmény | Ellenfél Eredmény | Ellenfél Eredmény | Ellenfél Eredmény                            | Ellenfél Eredmény           | Ellenfél Eredmény | Ellenfél Eredmény | Ellenfél Eredmény | Ellenfél Eredmény | Ellenfél Eredmény | Helyezés |
| ------------- | ----------- | ------------------------ | ----------------- | ----------------- | ----------------- | -------------------------------------------- | --------------------------- | ----------------- | ----------------- | ----------------- | ----------------- | ----------------- | -------- |
| Enrique Cubas | 62 kg       | Jan Krzesiak (POL) · 7–7 |                   |                   |                   | Csang Dzseszong (Jang Jae-Seong) (KOR) · 0–3 | Demeter István (HUN) · 1–11 | kiesett           | kiesett           | kiesett           | kiesett           |                   | 14.      |

## Ökölvívás
| Versenyző      | Versenyszám | Selejtező                    | Nyolcaddöntő      | Negyeddöntő       | Elődöntő          | Döntő             | Helyezés |
| Versenyző      | Versenyszám | Ellenfél Eredmény            | Ellenfél Eredmény | Ellenfél Eredmény | Ellenfél Eredmény | Ellenfél Eredmény | Helyezés |
| -------------- | ----------- | ---------------------------- | ----------------- | ----------------- | ----------------- | ----------------- | -------- |
| Alberto Rossel | Papírsúly   | Yang Xiangzhong (CHN) · 7–16 | kiesett           | kiesett           | kiesett           | kiesett           | 17.      |

## Röplabda

### Női
| Perui női röplabdacsapat-játékoskeret                                          | Perui női röplabdacsapat-játékoskeret                                                |
| ------------------------------------------------------------------------------ | ------------------------------------------------------------------------------------ |
| - Sara Joya - Iris Falcón - Verónica Contreras - Paola Ramos - Milagros Cámere | - Milagros Moy - Sandra Rodríguez - Luren Baylon - Yulissa Zamudio - Yolanda Delgado |

#### Eredmények
Csoportkör
B csoport
|                   |      | Mérkőzések | Mérkőzések | Szettek | Szettek | Szettek | Pontok | Pontok | Pontok |
| Csapat            | Pont | Gy         | V          | Sz+     | Sz–     | SzA     | P+     | P–     | PA     |
| ----------------- | ---- | ---------- | ---------- | ------- | ------- | ------- | ------ | ------ | ------ |
| Brazília (BRA)    | 10   | 5          | 0          | 15      | 1       | 15,000  | 238    | 121    | 1,967  |
| Oroszország (RUS) | 9    | 4          | 1          | 12      | 4       | 3,000   | 217    | 140    | 1,550  |
| Kuba (CUB)        | 8    | 3          | 2          | 10      | 6       | 1,667   | 196    | 156    | 1,256  |
| Németország (GER) | 7    | 2          | 3          | 7       | 9       | 0,778   | 163    | 191    | 0,853  |
| Kanada (CAN)      | 6    | 1          | 4          | 3       | 14      | 0,214   | 156    | 239    | 0,653  |
| Peru (PER)        | 5    | 0          | 5          | 2       | 15      | 0,133   | 129    | 252    | 0,512  |

| 1996. július 20. 19:30 | Brazília (BRA)     | 3–0 | Peru (PER) | Atlanta Játékvezető: Patrick Rachard (FRA), Petrus Carolus Scheffer (NED) |
| 1996. július 20. 19:30 | (15–7, 15–1, 15–5) |     |            | Atlanta Játékvezető: Patrick Rachard (FRA), Petrus Carolus Scheffer (NED) |

| 1996. július 22. 16:00 | Németország (GER)   | 3–0 | Peru (PER) | Atlanta Játékvezető: Neill Luebke (USA), Abdullah Al-Khlaifi (KSA) |
| 1996. július 22. 16:00 | (15–11, 15–6, 15–3) |     |            | Atlanta Játékvezető: Neill Luebke (USA), Abdullah Al-Khlaifi (KSA) |

| 1996. július 24. 16:00 | Peru (PER)          | 0–3 | Kuba (CUB) | Atlanta Játékvezető: Pasquale Troia (ITA), Dean Turner (AUS) |
| 1996. július 24. 16:00 | (2–15, 5–15, 10–15) |     |            | Atlanta Játékvezető: Pasquale Troia (ITA), Dean Turner (AUS) |

| 1996. július 26. 10:00 | Oroszország (RUS)   | 3–0 | Peru (PER) | Atlanta Játékvezető: Thomas Blue (USA), Zheng Zhong Qu (CHN) |
| 1996. július 26. 10:00 | (15–11, 15–8, 15–1) |     |            | Atlanta Játékvezető: Thomas Blue (USA), Zheng Zhong Qu (CHN) |

| 1996. július 28. 19:30 | Peru (PER)                        | 2–3 | Kanada (CAN) | Atlanta Játékvezető: Young-Ho Cho (KOR), Jarmo Salonen (FIN) |
| 1996. július 28. 19:30 | (17–16, 6–15, 15–11, 9–15, 12–15) |     |              | Atlanta Játékvezető: Young-Ho Cho (KOR), Jarmo Salonen (FIN) |

| Csapat     | Helyezés |
| ---------- | -------- |
| Peru (PER) | 11.      |

## Sportlövészet
Férfi
| Versenyző            | Versenyszám | Selejtező | Selejtező | Döntő   | Döntő    |
| Versenyző            | Versenyszám | Pont      | Helyezés  | Pont    | Helyezés |
| -------------------- | ----------- | --------- | --------- | ------- | -------- |
| Francisco Boza       | Trap        | 114       | 49.****   | kiesett | kiesett  |
| Francisco Boza       | Dupla trap  | 135       | 12.**     | kiesett | kiesett  |
| Esteban Boza         | Skeet       | 116       | 38.***    | kiesett | kiesett  |
| Juan Jorge Giha, Jr. | Skeet       | 115       | 42.**     | kiesett | kiesett  |

** - két másik versenyzővel azonos eredményt ért el

*** - három másik versenyzővel azonos eredményt ért el

**** - négy másik versenyzővel azonos eredményt ért el

## Tollaslabda
| Versenyző     | Versenyszám | Selejtező                              | 32-es főtábla     | Nyolcaddöntő      | Negyeddöntő       | Elődöntő          | Döntő             | Helyezés |
| Versenyző     | Versenyszám | Ellenfél Eredmény                      | Ellenfél Eredmény | Ellenfél Eredmény | Ellenfél Eredmény | Ellenfél Eredmény | Ellenfél Eredmény | Helyezés |
| ------------- | ----------- | -------------------------------------- | ----------------- | ----------------- | ----------------- | ----------------- | ----------------- | -------- |
| Mario Carulla | Férfi egyes | Thomas Wapp (SUI) · 8–15, 15–10, 11–15 | kiesett           | kiesett           | kiesett           | kiesett           | kiesett           | 33.      |

## Úszás
Férfi
| Versenyző   | Versenyszám | Előfutam | Előfutam | Előfutam | Döntő   | Döntő   | Döntő   | Helyezés |
| Versenyző   | Versenyszám | Idő      | Hely.    | Össz.    | Típus   | Idő     | Hely.   | Helyezés |
| ----------- | ----------- | -------- | -------- | -------- | ------- | ------- | ------- | -------- |
| Jorge Arias | 100 m mell  | 1:06,03  | 1.       | 39.      | kiesett | kiesett | kiesett | kiesett  |

Női
| Versenyző       | Versenyszám | Előfutam | Előfutam | Előfutam | Döntő   | Döntő   | Döntő   | Helyezés |
| Versenyző       | Versenyszám | Idő      | Hely.    | Össz.    | Típus   | Idő     | Hely.   | Helyezés |
| --------------- | ----------- | -------- | -------- | -------- | ------- | ------- | ------- | -------- |
| Maritza Chiaway | 200 m gyors | 2:07,80  | 7.       | 37.      | kiesett | kiesett | kiesett | kiesett  |
| Maritza Chiaway | 400 m gyors | 4:27,11  | 6.       | 36.      | kiesett | kiesett | kiesett | kiesett  |
| Maritza Chiaway | 800 m gyors | 9:09,12  | 3.       | 26.      | kiesett | kiesett | kiesett | kiesett  |